# 2024年克羅埃西亞國會選舉
2024年克羅地亞國會選舉於2024年4月17日舉行，本次選舉為屆期選舉，改選克羅埃西亞國會全體151名議員。選前，執政聯盟由克羅埃西亞民主聯盟和獨立民主塞爾維亞族黨組成，並得到五名少數民族議員、兩名克羅埃西亞社會自由黨和克羅埃西亞民主基督教黨議員以及一名獨立議員希爾瓦諾·赫雷亞的支持。
執政的中間偏右克羅埃西亞民主聯盟贏得本次大選，連續四次擊敗中間偏左的對手陣營正義之河。右派民粹主義政黨祖國運動拿下第三，左派綠色政治政黨我們可以！位居第四。克羅埃西亞民主聯盟隨後與祖國運動組成右派執政聯盟，黨魁安德烈·普蘭科維奇第三次出任總理一職。

## 背景
選前主要事件集中在選舉日期的決定、反對陣營的潛在聯盟和整合，以及對政府腐敗和裙帶關係的指控及其部長的更迭。

### 內閣成員更迭
普蘭科維奇領導的兩屆內閣，部長職位變動高達30次。2016年的出任名單僅剩尼娜·奧布林·科熱內克（文化與媒體部長）、兩位副總理奧列格·布特科維奇（海洋事務、運輸和基礎設施部長）、托莫·梅德韋德（退伍軍人部長）仍在任。橋黨部長弗拉霍·奧雷皮奇（內政部長）、安特·什普爾列（司法與公共行政部長）及斯拉文·多布羅維奇（環境保護與能源部長）是最早離開政府的內閣成員。他們因拒絕在反對黨發動的茲德拉夫科·馬里奇（財政部長）不信任投票中投下反對票而遭到普連科維奇解職。緊接著，橋黨第四名閤員伊萬·科瓦契奇（公共行政部長）辭職。帕沃·巴里西奇（教育部長）因抄襲疑雲而下台，然而之後奧格斯堡大學撤銷指控。
內閣醜聞始於2018年，經濟部長瑪蒂娜·達利奇因Agrokor事件下台，之後在2022年因非法收取260萬庫納而被關入雷梅蒂內克監獄。達沃·伊沃·施蒂爾（外交部長）因與黨領導層意見分歧而辭職，其繼任者瑪麗亞·佩奇諾維奇·布里奇在當選歐洲理事會秘書長後於2019年離職。2019年，五名部長因一系列醜聞離開內閣。洛夫羅・庫什切維奇（建設與空間規劃部長）被發現在擔任布拉奇島內勒茲卡市長期間從事非法房地產經紀活動後下台。戈蘭·馬里奇（國家財產部長）在一系列房地產醜聞後辭職。加布麗耶拉·扎拉茨（區域發展與歐盟基金部長）因濫用職權和權力而被起訴。米斯拉夫·托盧希奇（農業部長）牽扯在眾多醜聞之中，後來被指控挪用歐盟資金，其中包括他在非正常情況下收到的250萬庫納。納達·穆爾加尼奇（人口、家庭、青年和社會政策部長）表現不佳而被解僱。
2020年出現了更多爭議。米蘭·庫津德玆奇（衛生部長）在一系列房地產醜聞後離開政府。達米爾·克爾斯蒂切維奇（國防部長）在軍用教練機墜機導致兩名克羅埃西亞空軍罹難而下台。繼任的馬里奧·巴諾濟克因不負責駕駛犯下過失殺人罪後辭職。區域發展與歐盟基金部長馬爾科·帕維奇及旅遊部長加里·卡佩利雙雙下台。人口、家庭、青年和社會政策部長韋斯娜·貝德科維奇遭到約西普·阿拉德羅維奇取代，然而後者因接受打擊貪腐和有組織犯罪辦公室（USKOK）調查而下台。區域發展與歐盟基金部長娜塔莎·特拉米沙克被西梅·艾利奇取代。空間規劃、建設和國有財產部長伊萬·帕拉迪納由於札格雷布和彼得里尼亞地震後重建進度緩慢而遭解職。

### 選舉日期
2023，報導指出民主聯盟準備在2024年4月舉行選舉，即歐洲議會選舉前兩個月。根據《晨報》報導，在與該黨高層的對話中，安德烈·普蘭科維奇計畫利用優勢尋求在明年出任下一屆總理，因此選舉應在2024年復活節假期前舉行。
2024年2月28日，《晨報》報導指出，民主聯盟計畫在2024年3月17日於札格雷布瓦特羅斯拉夫·利辛斯基音樂廳舉行黨大會。隨後有消息指稱，議會可能會在3月22日，也就是克羅埃西亞議會第21屆議會的最後一天解散。3月8日，普蘭科維奇確認將在3月14日解散國會。
2024年3月14日，國會一致投票決定解散，但沒有具體訂定選舉日期。隔天，總統佐蘭·米蘭諾維奇宣布選舉將於4月17日舉行。這是首次在星期三舉行選舉，過去2000年議會選舉是在周一舉行。

### 選前事件
橋黨與克羅埃西亞主權主義者在2023年7月8日同意組成選前聯盟，並為祖國運動等中間派至右派各黨保留空缺。伊萬·佩納瓦（祖國運動）沒有拒絕這種可能性，但反而是呼籲橋黨加入祖國運動的聯盟。之後，祖國運動在2023年12月16日與克羅埃西亞民主農民黨組成短暫的聯盟。2024年3月27日，祖國運動與法律與公正簽署合作協議。該黨是克羅埃西亞之鑰、讓我們改變克羅埃西亞和米斯拉夫·科拉庫希奇獨立名單合併後所成立的新政黨。另一方面，橋黨與主權主義者決定於2024年3月22日與獨立青年名單（NLM）結盟。
2023年7月28日，伊斯特拉民主集會與濱海-山區聯盟兩個自由派政黨宣布合作，主要目標是在第七和第八選區代表伊斯特拉 與克瓦內爾。另兩組自由主義政黨—焦點與人民黨—改革主義者在2023年11月10日宣布合作。改革主義者黨魁拉多米爾·察西奇表示，他們非常期望與關係密切的各黨擴大合作，他們認為克羅埃西亞在制度上和社會上都受到民主聯盟的束縛，這種情況應該停止，並打造一個不同的、更現代、更自由的克羅埃西亞。最後，兩方於2023年12月9日結盟。四黨領袖：焦點黨達沃·納迪、伊斯特拉民主集會達利博·鮑斯、改革主義者拉多米爾·察西奇、人民黨達里喬·瓦西里奇（Darijo Vasilić）表示他們反對民主集會，選後也不會與該黨組成執政聯盟，不過查西奇並不排除支持少數派政府的可能性。2024年3月5日，該聯盟正式成立，名稱為「為了更好的克羅埃西亞」。然而，在焦點黨決定與達米爾·范德里奇的共和黨結盟後，聯盟宣告瓦解。不過改革主義者仍在第七、第八選區與伊斯特拉民主集會、濱海-山區聯盟合作。並在其他選區與正義之河聯盟合作。
由前克羅埃西亞社會民主黨成員達沃爾科·維多維奇所創立的社會民主主義者在2023年10月7日與克羅埃西亞農民黨達成協議，創立「我們的克羅埃西亞」聯盟。十天後克羅埃西亞工黨加入聯盟，強調這是持續的合作和信任。2024年3月2日，民主黨加入聯盟，表示他們注意到積極變革的巨大潛力，以及團結左派和中間派的勇氣和能力。農民黨在2024年3月5日離開聯盟，並於3月22日加入正義之河。2024年3月27日，「我們的克羅埃西亞」宣布在第三、第七和第八選區與伊斯特拉民主集會、濱海-山區聯盟和北方獨立平台達成協議。
本次大選最受期待的是主要反對黨克羅埃西亞社會民主黨與左派競爭者「我們可以！」的聯盟。由於雙方政策相似，雙方合作被認為是可行的。我們可以！在2023年6月38日宣布將分開競選，不過選後有可能與包括克羅埃西亞社會民主黨在內的中間偏左政黨組成執政聯盟。2024年3月1日，我們可以！領導人桑德拉·班契奇宣布開始與社會民主黨就「點狀聯盟」進行談判，這意味著在雙方將在沒有足夠支持的選區結盟。在這種情況下，雙方將在第四、第五、第七和第九選區合作，而其他選區將分開競選。2024年3月22日，雙方宣布協商失敗，徹底分開競選。
2024年2月17日，左派自由主義反對派發起了一場名為「夠了！讓我們去參加選舉吧！」的抗議活動。抗議活動由克羅埃西亞社會民主黨、我們可以！、中間黨、伊斯特拉民主集會、克羅埃西亞農民黨和工人陣線、焦點黨、社會民主主義者、改革主義者、公民自由聯盟和有名字和姓氏黨組織。這場示威主要是抗議執政黨任命法官伊凡·圖魯迪奇（Ivan Turudić）為檢察總長。前一天，這些政黨提交了解散議會並提前舉行選舉的要求。橋黨和主權主義者雖然未參加但也加入了連署。下一次抗議活動定在2024年3月23日於札格雷布、史普利特、里耶卡、奧西耶克和瓦拉日丁同時舉行。
2024年3月5日，跨黨會議後宣布成立名為「為了更好的克羅埃西亞」的大型左派自由主義未來聯盟。該聯盟將由社民黨領導，佩達·葛賓為總理候選人，聯盟包含了改革主義者、濱海-山區聯盟、伊斯特拉民主集會、中間黨、農民黨、公民自由聯盟、工人陣線與有名字和姓氏黨。3月6日，伊斯特拉民主集會與濱海-山區聯盟表示，根據之前協議，第八選區只會跟改革主義者、焦點黨合作。3月17日，葛賓宣布工人陣線不會加入聯盟，而伊斯特拉民主議會、濱海-山區聯盟和焦點黨則於3月19日退出聯盟，理由是米蘭諾維奇的候選資格不符合憲法規定。聯盟瓦解後，剩餘政黨達成協議，在正義之河聯盟的領導下參加選舉。
反對派聯盟成立後，民主聯盟宣布將在一些選區與克羅埃西亞社會自由黨、克羅埃西亞民主基督教黨、克羅埃西亞人民黨和克羅埃西亞退休者黨合作。3月15日宣布選舉日期後數小時，總統佐蘭·米蘭諾維奇在記者會上宣布，他將成為社會民主黨的總理候選人，選舉期間他將在第一選區與現任總理安德烈·普蘭科維奇競爭。3月18日，憲法法院裁定米拉諾維奇不得成為候選人，也不能在競選期間積極參與支持社會民主黨，除非他辭去克羅埃西亞總統職務。米拉諾維奇稱這項裁決是「以流氓方式完成」。選前，札格雷布大學政治科學學院研究人員與Kieskompas合作開發線上選舉指南，該測試根據一系列問題對主要政黨和使用者進行政治光譜定位。

## 選舉制度
克羅埃西亞國會的151位議員分別由十個地方選區和兩個特殊選區以無記名普選方式產生：
- 140席由十個地方選區產生，選舉方式為開放名單比例代表制，並以漢狄法分配選票（設有5%選舉門檻）
  - 選民可以將「偏好票」投給名單上的單一候選人，但只有獲得至少10%政黨選票的候選人才能優先於名單上的其他候選人。[51]
- 三席由居住在海外的克羅埃西亞僑民選出，又稱為第十一地方選區。
- 八席由少數民族選出，又稱為第十二地方選區：
  - 在第12選區擁有投票權的選民可以選擇根據居住地（10個地理區之一）所屬選區名單投票，也可以選擇投票給第12選區的少數族裔候選人。[52]

1. 三席屬塞爾維亞人
2. 一席屬義大利人
3. 一席屬捷克及斯洛伐克人
4. 一席屬匈牙利人
5. 一席屬阿爾巴尼亞、波士尼亞、北馬其頓、黑山和斯洛維尼亞人
6. 一席屬奧地利人、德國人、羅姆人、羅馬尼亞人、阿羅蒙人等歐洲民族

### 选区重划

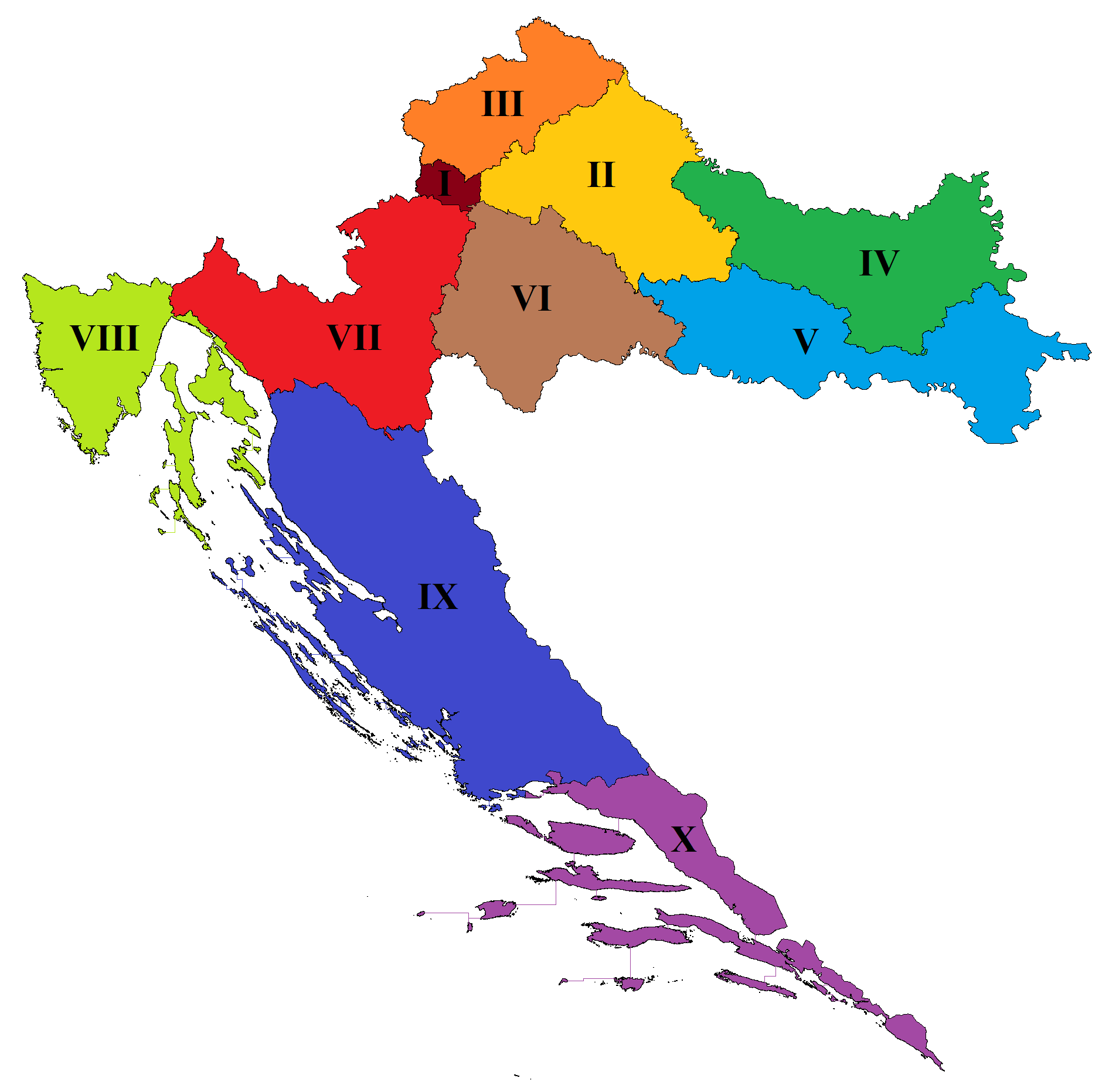
2023年以前克罗地亚国会选举选区划分
2023年之后克罗地亚国会选举选区划分

2022年10月28日，克罗地亚憲法法院發出警告稱，由於各選區選民人數差異過大，導致选票不等值，除非修改選舉法，否則可能宣布下次選舉違憲。2023年2月7日，憲法法院廢除了選舉法。克罗地亚国会於2023年10月20日通過了新的選舉法，並於11月3日生效，要求自下次国会選舉，即2024年国会选举开始，必須在新選區分配下舉行。

### 提交候選人名單
候選人名單可由在克羅埃西亞登記的單一政黨、兩個以上政黨（聯盟名單）或是選民提出。選民須取得該選舉區500人連署才可提出名單。

## 議會政黨
以下是選前在國會擁有席次的政黨名單。
| 政黨 | 政黨     | 政黨                                                                                             | 意識形態           | 黨魁                                | 席次                      | 席次     | 狀態       |
| 政黨 | 政黨     | 政黨                                                                                             | 意識形態           | 黨魁                                | 上次選舉                  | 選前     | 狀態       |
| ---- | -------- | ------------------------------------------------------------------------------------------------ | ------------------ | ----------------------------------- | ------------------------- | -------- | ---------- |
|      | HDZ      | 克羅埃西亞民主聯盟 Hrvatska demokratska zajednica                                                | 保守主義           | 安德烈·普蘭科維奇                   | 61 / 151                  | 61 / 151 | 執政聯盟   |
|      | SDP      | 克羅埃西亞社會民主黨 Socijaldemokratska partija Hrvatske                                         | 社會民主主義       | 佩達·葛賓                           | 34 / 151                  | 13 / 151 | 反對黨     |
|      | SD       | 社會民主主義者 Socijaldemokrati                                                                  | 社會民主主義       | 達沃爾科·維多維奇                   | 分裂自SDP                 | 11 / 151 | 反對黨     |
|      | Most     | 橋黨 Most                                                                                        | 社會保守主義       | 波佐·佩特羅夫                       | 8 / 151                   | 8 / 151  | 反對黨     |
|      | DP       | 祖國運動 Domovinski pokret                                                                       | 克羅埃西亞民族主義 | 伊凡·佩納瓦                         | 11 / 151                  | 5 / 151  | 反對黨     |
|      | HS       | 克羅埃西亞主權主義者 Hrvatski suverenisti                                                        | 主權主義           | 馬里揚·帕夫利切克                   | 3 / 151                   | 4 / 151  | 反對黨     |
|      | Možemo!  | 我們可以！—政治平台 Možemo! – politička platforma                                                | 綠色政治           | 桑德拉·班契奇 托米斯拉夫·湯馬舍維奇 | 4 / 151                   | 4 / 151  | 反對黨     |
|      | SDSS     | 塞爾維亞族獨立民主黨 Самостална демократска српска странка Samostalna demokratska srpska stranka | 塞爾維亞族少數政治 | 米洛拉德·普波瓦茨                   | 3 / 151                   | 3 / 151  | 執政聯盟   |
|      | IDS      | 伊斯特拉民主集會 Istarski demokratski sabor                                                      | 伊斯特拉地區主義   | 達利博·鮑斯                         | 3 / 151                   | 2 / 151  | 反對黨     |
|      | HSS      | 克羅埃西亞農民黨 Hrvatska seljačka stranka                                                       | 農業主義           | 克雷索·貝拉赫                       | 2 / 151                   | 2 / 151  | 反對黨     |
|      | HSLS     | 克羅埃西亞社會自由黨 Hrvatska socijalno-liberalna stranka                                        | 保守自由主義       | 達裡奧·赫雷巴克                     | 2 / 151                   | 2 / 151  | 支持執政黨 |
|      | HDS      | 克羅埃西亞民主基督教黨 Hrvatska demokršćanska stranka                                            | 基督教民主主義     | 戈蘭·多迪格                         | 1 / 151                   | 2 / 151  | 支持執政黨 |
|      | Fokus    | 焦點黨 Fokus                                                                                     | 古典自由主義       | 達沃·納迪                           | 1 / 151                   | 2 / 151  | 反對黨     |
|      | Centar   | 中間黨 Centar                                                                                    | 社會自由主義       | 伊維察·普雅克                       | 智慧黨與名字和姓氏黨合併  | 1 / 151  | 反對黨     |
|      | DO i SIP | 達利婭·奧雷斯科維奇和有名字和姓氏的人 Dalija Orešković i ljudi s imenom i prezimenom             | 反貪腐             | 達利婭·奧雷斯科維奇                 | 1 / 151名字和姓氏黨後繼者 | 1 / 151  | 反對黨     |
|      | RF       | 工人陣線 Radnička fronta                                                                         | 民主社會主義       | 集體領導制                          | 1 / 151                   | 1 / 151  | 反對黨     |
|      | HNS-LD   | 克羅埃西亞人民黨—自由民主黨 Hrvatska narodna stranka – Liberalni demokrati                       | 社會自由主義       | 米爾科·科羅塔伊 Mirko Korotaj       | 1 / 151                   | 1 / 151  | 支持執政黨 |
|      | NL       | 新左派黨 Nova ljevica                                                                            | 社會民主主義       | 伊凡娜·凱金 Ivana Kekin             | 1 / 151                   | 1 / 151  | 反對黨     |
|      | GLAS     | 公民自由聯盟 Građansko-liberalni savez                                                           | 社會自由主義       | 安卡·姆拉克-塔里塔斯                | 1 / 151                   | 1 / 151  | 反對黨     |
|      | NS-R     | 人民黨—改革主義者 Narodna stranka – Reformisti                                                   | 自由主義           | 拉迪米爾·察西奇                     | 1 / 151                   | 1 / 151  | 反對黨     |
|      | BLOK     | 克羅埃西亞集團 Blok za Hrvatsku                                                                  | 克羅埃西亞民族主義 | 茲拉特科·哈桑貝戈維奇               | 1 / 151                   | 1 / 151  | 反對黨     |
|      | PH       | 正義克羅埃西亞 Pravedna Hrvatska                                                                 | 克羅埃西亞民族主義 | 米蘭·弗爾克揚 Milan Vrkljan         | 分離自祖國運動            | 1 / 151  | 反對黨     |
|      | OIP      | 決心與公正 Odlučnost i pravednost                                                                | 克羅埃西亞民族主義 | 羅琳娜·維多維奇·克里斯托            | 分離自祖國運動            | 1 / 151  | 反對黨     |

## 參選名單
2024年3月30日，克羅埃西亞共和國國家選舉委員會決定了第一選區至第十一選區的參選名單與第十二選區的參選人。當日下午五點會在選委會網站公布有效參選名單和有效候選人。
| 聯盟 | 聯盟             | 政黨 | 頭號候選人 | 頭號候選人                                                    | 意識形態                           | 政治光譜         | 2020年結果                       | 2020年結果 | 選前席次 | 執政  |
| 聯盟 | 聯盟             | 政黨 | 頭號候選人 | 頭號候選人                                                    | 意識形態                           | 政治光譜         | 得票率 (%)                       | 席次       | 選前席次 | 執政  |
| ---- | ---------------- | --- | ---------- | ------------------------------------------------------------- | ---------------------------------- | ---------------- | -------------------------------- | ---------- | -------- | ----- |
|      | HDZ領導聯盟      | 清單 - 克羅埃西亞民主聯盟 (HDZ) - 克羅埃西亞社會自由黨 (HSLS) - 克羅埃西亞人民黨 (HNS) - 克羅埃西亞民主基督教黨 (HDS) - 克羅埃西亞退休者黨 (HSU) - 瑪利亞娜·佩蒂爾 (無黨籍議員)                            |            | 安德烈·普蘭科維奇                                             | 保守主義 基督教民主主義 親歐       | 中間偏右         | 38.56%                           | 67 / 151   | 68 / 151 | check |
|      | 正義之河         | 清單 - 克羅埃西亞社會民主黨 (SDP) - 中間黨 (CENTAR) - 克羅埃西亞農民黨 (HSS) - 公民自由聯盟 (GLAS) - 達利婭·奧雷斯科維奇和有名字和姓氏的人 (DO i SIP) - 改革主義者 (NS-R) - 博揚·格拉瓦塞維奇 (無黨籍議員) |            | 佩達·葛賓                                                     | 社會民主主義 社會自由主義 親歐     | 中間派至中間偏左 | 24.87% (重啟聯盟) 3.98% (IP–P–F) | 40 / 151   | 20 / 151 | ☒     |
|      | DP領導聯盟       | 清單 - 祖國運動 (DP) - 法律與公正 (PiP) - 克羅埃西亞集團 (BLOK) - 綠色名單 (ZL) |            | 伊凡·佩納瓦                                                   | 民族保守主義 右派民粹主義          | 右派至極右派     | 10.89%                           | 12 / 151   | 6 / 151  | ☒     |
|      | 橋黨—主權主義者  | 清單 - 橋黨 (MOST) - 克羅埃西亞主權主義者 (HS) - 獨立青年名單 (NLM) |            | 尼古拉·格爾莫亞                                               | 社會保守主義 經濟自由主義 主權主義 | 中間偏右至右派   | 7.39%                            | 12 / 151   | 12 / 151 | ☒     |
|      | 我們可以！       | 清單 - 我們可以！ (M!) – 新左派黨 (NL) – 札格瑞布是我們的！ (ZJN!) – 心就是城市！ (SJG!) - 我們要公正！ (HP)                                                                                               |            | 桑德拉·班契奇                                                 | 進步主義 綠色政治                  | 中間偏左至左派   | 6.99% (綠左聯盟)                 | 4 / 151    | 4 / 151  | ☒     |
|      | 我們的克羅埃西亞 | 清單 - 社會民主主義者 (SD) - 克羅埃西亞工黨 (HL) - 民主黨 (D) - 伊斯特拉民主集會 (IDS) - 濱海-山區聯盟 (PGS) - 北方獨立平台 (NPS)                                                                          |            | 達沃爾科·維多維奇                                             | 社會民主主義 社會自由主義 地區主義 | 中間派至中間偏左 | 重啟聯盟成員                     | 3 / 151    | 14 / 151 | ☒     |
|      | 焦點黨–共和黨    | 清單 - 焦點黨 (FOKUS) - 共和黨 (Republika) |            | 達米爾·范德里奇                                               | 古典自由主義 經濟自由主義          | 中間派           | 3.98% (IP–P–F)                   | 2 / 151    | 2 / 151  | ☒     |
|      | 工人陣線         | 清單 - 工人陣線 (RF) | 無         | 無                                                            | 民主社會主義 左派民粹主義 進步主義 | 左派至極左派     | 綠左聯盟成員                     | 1 / 151    | 1 / 151  | ☒     |
|      | 為了祖國         | 清單 - 克羅埃西亞權力黨 (HSP) - 克羅埃西亞脈搏黨 (HB) - 克羅埃西亞民主農民黨 (HDSS) |            | 尼基卡·奧古斯丁諾維奇 Nikica Augustinović 澤利科·格拉斯諾維奇 | 克羅埃西亞極端民族主義 新納粹      | 極右派           | 0.44%                            | 0 / 151    | 1 / 151  | ☒     |

### 女性參選人
選舉法要求，每份參選名單，男性和女性都需達到40%以確保平等。對於不遵守此規則的名單，國家選舉委員會（DIP）將提給性別平等監察員和國家檢察官辦公室（DORH），並可罰最高33,000歐元的罰款。
165個名單中有32個未遵守規定，將提出檢舉。有許多主要政黨都遵守規定，如焦點黨/共和黨、橋黨/主權主義者、工人陣線、正義之河聯盟和我們的克羅埃西亞聯盟。最大違反者是克羅埃西亞民主聯盟、祖國運動/法律與公正聯盟、羅琳娜·維多維奇·克里斯托領導的決心與公正黨。民主聯盟與決心與公正黨罰款合計可能達60,000歐元。安德烈·普蘭科維奇對此表示「我們有超過30名女性參選人，但實際上我們有非常多參選人，我們正試圖取得性別平衡……」。
我們可以！擁有將最多女性列為頭號候選人的記錄，民主聯盟、祖國運動/法律與公正聯盟沒有女性在選區擔任頭號候選人。

## 競選活動
正式競選活動從3月30日國家選舉委員會公布名單開始，持續至4月15日。接著，選舉冷靜期從半夜開始，至選舉日晚上七點所有投票站關閉且公布出口民調為止。
本次競選的特點是社交媒體廣告和內容創作的增加。為了吸引年輕選民，許多政治人物加入了TikTok等社群媒體平台，其中最著名的是總理安德烈·普蘭科維奇和僑民候選人柳博·塞西奇·羅伊斯。然而。這些平台仍然主要用於對對手進行批評、負面宣傳和人身攻擊。包括克羅埃西亞民主聯盟從越南購買的機器人農場在內，大量購買機器人的狀況也被揭露。4月1日愚人節，我們可以！引入了第一位克羅埃西亞人工智慧政治家Nitkolina（Nikolina是常見名，「nitko」的意思是「無人」）來打擊假新聞和錯誤資訊。

### 議題
2024年1月12日，總統佐蘭·米蘭諾維奇公開民主聯盟籍部長達米爾·哈比揚（Damir Habijan）的同志身分。這是該國政治史上第一次未經LGBT社群同意就替政治對手公開出櫃的案例。這次事件引起回響，但LGBT權利組織沒有做出反應，社群活動人士之間出現分裂情形。四月，札格瑞布驕傲組織公布頗具爭議的LGBT社群參選人名單。名單上的11名候選人多數屬於我們可以！，另有三名未出櫃或未同意列入名單的現任民主聯盟籍官員，以及兩名社民黨籍候選人。佩達·葛賓（社民黨）與達米爾·范德里奇（共和黨）等政治人物譴責了這份名單。
在競選期間，佐蘭·米蘭諾維奇表示，他計劃成立一個結合現任執政黨克羅埃西亞民主聯盟以外所有黨派的「救國」聯合政府。他也敦促選民將票投給民主聯盟之外的任何一位候選人。橋黨表示，他們將與任何接受其政綱和總理候選人尼古拉·格爾莫亞的政黨組成政府。不同於社民黨，我們可以！強烈拒絕加入有橋黨或祖國運動的政府，稱他們是政府中唯一的右派障礙。如果選舉後政府籌組陷入僵局，他們準備向國會的社民黨少數政府提供信任供給，條件是右派也支持且不進入新內閣。伊凡·佩納瓦表示我們可以！和塞爾維亞族獨立民主黨無法與祖國運動合作，但社民黨可以。
在斯普利特的競選集會上，安德烈·普蘭科維奇批評支持俄羅斯持的佐蘭·米蘭諾維奇，「將克羅埃西亞和克羅埃西亞人民推入『俄羅斯世界』」。他還將俄羅斯入侵烏克蘭與1990年代的塞爾維亞侵略克羅埃西亞相比。政府內部眾多的政治腐敗醜聞削弱了克羅埃西亞民主聯盟的競選活動。八年來，約有三十名部長因貪腐而離開政府。前民主聯盟官員約西帕·利馬克與新任克羅埃西亞國家檢察總長伊凡·圖魯迪奇（Ivan Turudić）的私人WhatsApp訊息是2024年札格瑞布抗議的原因之一。該醜聞在競選期間仍在持續發酵，並牽涉到民主聯盟籍海洋事務、運輸和基礎設施部長奧列格·布特科維奇。四月，Faktograf.hr公布了幾組之前未公開的外流訊息，這些訊息證明了利馬克的可疑交易與行為，涉嫌遊說、兜售影響力和裙帶關係。布特科維奇稱不記得與利馬克接觸過。在訊息中，利馬克也批評了利益衝突委員會前主席娜塔莎·諾瓦科維奇（Nataša Novaković）和達利婭·奧雷斯科維奇。

### 選舉口號
| 政黨/聯盟 | 政黨/聯盟       | 原始口號                     | 中文翻譯                     | 註釋          |
| --------- | --------------- | ---------------------------- | ---------------------------- | ------------- |
|           | HDZ             | „Za sve izazove.“            | 「應對所有挑戰。」           | [ 90 ]        |
|           | 正義之河        | „Rijeke pravde dolaze“       | 「正義之河即將到來」         | [ 91 ]        |
|           | Most–HS–NLM     | „Na tvojoj strani“           | 「在你這邊」                 | [ 92 ] [ 93 ] |
|           | DP–PiP–BLOK     | „Ustani i ostani“            | 「起身並留下」               | [ 94 ]        |
|           | Možemo!         | „Zamisli drugačiju Hrvatsku“ | 「想像一個不同的克羅埃西亞」 | [ 95 ] [ 96 ] |
|           | SD–IDS–PGS–D–HL | „Ozbiljno. Za Hrvatsku”      | 「認真對待。為了克羅埃西亞」 | [ 97 ]        |
|           | Fokus–Republika | „Glas razuma"                | 「理性之聲」                 | [ 98 ] [ 99 ] |
|           | SDSS            | „Hrvatska treba Srbe”        | 「克羅埃西亞需要塞爾維亞族」 | [ 100 ]       |
|           | RF              | „Beskompromisno!”            | 「毫不妥協！」               | [ 101 ]       |

### 選舉辯論
| 2024年克羅埃西亞國會選舉辯論 | 2024年克羅埃西亞國會選舉辯論 | 2024年克羅埃西亞國會選舉辯論       | 2024年克羅埃西亞國會選舉辯論          | 2024年克羅埃西亞國會選舉辯論       | 2024年克羅埃西亞國會選舉辯論             | 2024年克羅埃西亞國會選舉辯論         | 2024年克羅埃西亞國會選舉辯論             | 2024年克羅埃西亞國會選舉辯論  |                             |    |         |
| 日期                         | 舉辦單位                     | P 出席 A 缺席 I 受邀 N 未受邀      | P 出席 A 缺席 I 受邀 N 未受邀         | P 出席 A 缺席 I 受邀 N 未受邀      | P 出席 A 缺席 I 受邀 N 未受邀            | P 出席 A 缺席 I 受邀 N 未受邀        | P 出席 A 缺席 I 受邀 N 未受邀            | P 出席 A 缺席 I 受邀 N 未受邀 |                             |    |         |
| 日期                         | 舉辦單位                     | HDZ                                | SDP                                   | DP                                 | Most                                     | Možemo                               | F–R                                      | 註釋                          |                             |    |         |
| ---------------------------- | ---------------------------- | ---------------------------------- | ------------------------------------- | ---------------------------------- | ---------------------------------------- | ------------------------------------ | ---------------------------------------- | ----------------------------- | --------------------------- | -- | ------- |
| 日期                         | 舉辦單位                     | 2/20                               | Nova TV                               | P 達米爾·哈比揚 Damir Habijan      | P 布蘭科·格爾西奇                        | P 馬里歐·拉迪奇                      | P 茲沃尼米爾·特羅斯科特 Zvonimir Troskot | 註釋                          | P 達米爾·巴基奇 Damir Bakić | NI | [ 102 ] |
| 3/5                          | Nova TV                      | P 伊凡·馬萊尼察                    | P 米塞爾·雅克西奇 Mišel Jakšić        | P 伊戈爾·彼得內爾 Igor Peternel    | P 尼古拉·格爾莫亞                        | P 莫蓮娜·勒坎 Morena Lekan           | NI                                       | [ 103 ]                       |                             |    |         |
| 3/19                         | Nova TV                      | P 維利·貝羅斯                      | P 米索·克里斯提切維奇 Mišo Krstičević | P 達米爾·比洛格拉夫 Damir Biloglav | P 伊凡·貝卡瓦茨 Ivan Bekavac             | P 伊凡娜·凱金 Ivana Kekin            | NI                                       | [ 104 ]                       |                             |    |         |
| 3/20                         | 晨報                         | P 尼古拉·馬扎爾 Nikola Mažar       | P 西尼薩·哈伊達斯·東契奇              | P 馬里歐·拉迪奇                    | P 尼諾·拉斯普迪奇                        | P 戈爾丹·波薩納茨                    | NI                                       | [ 105 ]                       |                             |    |         |
| 3/20                         | N1                           | P 達米爾·哈比揚 Damir Habijan      | P 桑雅·拉多洛維奇 Sanja Radolović     | P 馬里歐·拉迪奇                    | P 茲沃尼米爾·特羅斯科特 Zvonimir Troskot | P 達米爾·巴基奇 Damir Bakić          | NI                                       | [ 106 ]                       |                             |    |         |
| 3/27                         | N1                           | P 尼古拉·馬扎爾 Nikola Mažar       | P 達利婭·奧雷斯科維奇                 | P 伊戈爾·彼得內爾 Igor Peternel    | P 尼古拉·格爾莫亞                        | P 杜羅·卡波爾 Đuro Capor             | NI                                       | [ 107 ]                       |                             |    |         |
| 4/2                          | Nova TV                      | P 馬林·皮萊蒂奇                    | P 阿爾森·鮑克                         | P 達沃·德雷塔                      | P 瑪麗亞·塞拉克·拉斯普迪奇               | P 桑德拉·班契奇                      | NI                                       | [ 108 ]                       |                             |    |         |
| 4/3                          | N1                           | P 戈爾丹·格爾利奇·拉德曼           | P 蘭科·奧斯托伊奇                     | P 約西普·尤切維奇                  | P 尼諾·拉斯普迪奇                        | P 戈爾丹·波薩納茨                    | NI                                       | [ 109 ]                       |                             |    |         |
| 4/4                          | 晚報                         | P 伊凡·阿努西奇                    | P 米塞爾·雅克西奇 Mišel Jakšić        | P 伊凡·佩納瓦                      | P 維斯娜·武切米洛維奇 Vesna Vučemilović  | NI                                   | NI                                       | [ 110 ]                       |                             |    |         |
| 4/5                          | 晚報                         | P 馬爾科·普里莫拉茨 Marko Primorac | P 伊凡·拉詹 Ivan Račan                | P 伊戈爾·彼得內爾 Igor Peternel    | P 尼古拉·格爾莫亞                        | P 戈爾丹·波薩納茨                    | P 達沃·納迪                              | [ 111 ]                       |                             |    |         |
| 4/5                          | RTL                          | NI                                 | NI                                    | P 伊凡·佩納瓦                      | P 尼古拉·格爾莫亞                        | P 桑德拉·班契奇                      | NI                                       | [ 112 ]                       |                             |    |         |
| 4/5                          | RTL                          | P 達沃·博齊諾維奇                  | P 西尼薩·哈伊達斯·東契奇              | P 斯蒂波·姆利納里奇 Stipo Mlinarić | P 尼諾·拉斯普迪奇                        | P 戈爾丹·波薩納茨                    | NI                                       | [ 113 ]                       |                             |    |         |
| 4/9                          | 晚報                         | P 戈爾丹·格爾利奇·拉德曼           | P 博揚·格拉瓦塞維奇 Bojan Glavašević  | P 托米斯拉夫·約西奇 Tomislav Josić | P 尼諾·拉斯普迪奇                        | P 丹尼耶拉·多勒內茨 Danijela Dolenec | NI                                       | [ 114 ]                       |                             |    |         |
| 4/9                          | RTL                          | P 尼古拉·馬扎爾 Nikola Mažar       | P 達利婭·奧雷斯科維奇                 | P 安特·蘇什尼亞爾 Ante Šušnjar     | P 尼古拉·格爾莫亞                        | P 桑德拉·班契奇                      | NI                                       | [ 115 ]                       |                             |    |         |
| 4/10                         | RTL                          | P 馬林·皮萊蒂奇                    | P 桑雅·拉多洛維奇 Sanja Radolović     | P 伊戈爾·彼得內爾 Igor Peternel    | P 瑪麗亞·塞拉克·拉斯普迪奇               | P 丹尼耶拉·多勒內茨 Danijela Dolenec | NI                                       | [ 116 ]                       |                             |    |         |
| 4/11                         | 晚報                         | P 達沃·伊沃·施蒂爾                 | P 阿爾森·鮑克                         | NI                                 | P 尼諾·拉斯普迪奇                        | P 戈爾丹·波薩納茨                    | NI                                       | [ 117 ]                       |                             |    |         |
| 4/12                         | 晚報                         | P 尼娜·奧布林·科熱內克             | P 達利婭·奧雷斯科維奇                 | NI                                 | P 瑪麗亞·塞拉克·拉斯普迪奇               | P 桑德拉·班契奇                      | NI                                       | [ 118 ]                       |                             |    |         |

| 日期 | 舉辦單位 | HDZ  | SDP | DP              | Most                  | Možemo                             | IDS               | F–R             | RF            | NPS         | UZ                  | 註釋 |                                  |                                 |                         |
| ---- | -------- | ---- | --- | --------------- | --------------------- | ---------------------------------- | ----------------- | --------------- | ------------- | ----------- | ------------------- | ---- | -------------------------------- | ------------------------------- | ----------------------- |
| 日期 | 舉辦單位 | 4/12 | HRT | P 馬林·皮萊蒂奇 | P 米雷拉·艾赫邁托維奇 | P 托米斯拉夫·約西奇 Tomislav Josić | P 尼古拉·格爾莫亞 | P 桑德拉·班契奇 | P 達利博·鮑斯 | P 達沃·納迪 | P 卡塔琳娜·佩奧維奇 | 註釋 | P 馬蒂亞·波薩維茨 Matija Posavec | P 米利沃伊·什皮卡 Milivoj Špika | [ 119 ] [ 120 ] [ 121 ] |

與2016年和2020年不同的是，兩個最大政黨民主聯盟和社民黨的領導人沒有參加任何一場辯論。佩達·葛賓曾向安德烈·普蘭科維奇要求辯論，但普蘭科維奇以正義之河總理候選人是佐蘭·米蘭諾維奇為由拒絕。總理拒絕與其他政治對手辯論，表示沒有人可以與他辯論。祖國聯盟黨魁伊凡·佩納瓦、總理候選人尼古拉·格爾莫亞（橋黨）與桑德拉·班契奇（我們可以！）也要求與普蘭科維奇辯論。葛賓、格爾莫亞與班契奇皆稱普蘭科維奇怕了。對於辯論的呼聲，普蘭科維奇回應「葛賓在正式競選前就投降了，米蘭諾維奇違反了憲法，而像橋黨這樣不重要的政治小事不是我們（在辯論中）需要面對的」。普蘭科維奇、葛賓和佩納瓦都缺席了克羅埃西亞廣播電視台大型辯論會，而格爾莫亞和班契奇則有出席。

## 民调

2020~2024年克羅埃西亞國會選舉民意調查趨勢

## 投票率
| 投票率                                 | 時間   | 時間   | 時間      | 時間   | 時間   | 時間       | 時間   | 時間   | 時間        |
| 投票率                                 | 11:30  | 11:30  | 11:30     | 16:30  | 16:30  | 16:30      | 19:00  | 19:00  | 19:00       |
| 投票率                                 | 2020   | 2024   | ±         | 2020   | 2024   | ±          | 2020   | 2024   | ±           |
| -------------------------------------- | ------ | ------ | --------- | ------ | ------ | ---------- | ------ | ------ | ----------- |
| 總和                                   | 18.09% | 24.18% | ▲ 6.09 pp | 34.04% | 50.60% | ▲ 16.56 pp | 46.44% | 62.31% | ▲ 15.87% pp |
|                                        |        |        |           |        |        |            |        |        |             |
| Sources: Izbori （页面存档备份，存于） |        |        |           |        |        |            |        |        |             |

## 选举结果
執政黨克羅埃西亞民主聯盟 (HDZ)在這次選舉中連續第四次獲勝。官方結果顯示，HDZ聯盟贏得61個席位，比排名第二的正義之河聯盟（42名候選人當選）多出18個席位。儘管HDZ擁有多數席位，但要形成執政多數，他們仍然需要依靠組成联合政府，而最有可能的合作夥伴是排名第三的極右翼政黨祖國運動，該黨贏得了14個席位，被认为是造王者。然而，祖國運動尚未鬆口加入哪方，但已表示不會與獨立民主塞爾維亞族黨和我們可以！合作。
在其他反對黨中，保守派橋黨及盟友克羅埃西亞主權主義者拿下11席，綠色左派我們可以！贏得10席，兩方在投票後皆宣布將與潛在盟友開始協商，以籌組某種形式的多數政府。後者也鼓勵所有小黨，無論政治傾向為何，達成協議以將克羅埃西亞民主聯盟趕下台。工人陣線未能超越5%選舉門檻，無法取得議會席次。
| 政党               | 政党                            | 票数      | %      | 席数 | +/– |
| ------------------ | ------------------------------- | --------- | ------ | ---- | --- |
|                    | 克羅埃西亞民主聯盟联盟          | 729,949   | 34.42  | 61   | –6  |
|                    | 正義之河聯盟                    | 538,748   | 25.40  | 42   | +2  |
|                    | 祖國運動領導聯盟                | 202,714   | 9.56   | 14   | +2  |
|                    | 我們可以！                      | 193,051   | 9.10   | 10   | +5  |
|                    | 獨立聯盟黨–克羅埃西亞主權主義者 | 169,988   | 8.02   | 11   | –1  |
|                    | 焦點–共和国                     | 47,715    | 2.25   | 1    | 0   |
|                    | 我們的克羅埃西亞                | 47,655    | 2.25   | 2    | –1  |
|                    | 決心與正義                      | 26,198    | 1.24   | 0    | New |
|                    | 北方獨立平台                    | 25,830    | 1.22   | 2    | New |
|                    | 其他                            | 138,931   | 6.55   | 0    | 0   |
| 总共               | 总共                            | 2,120,779 | 100.00 | 143  | 0   |
|                    |                                 |           |        |      |     |
| 有效票数           | 有效票数                        | 2,120,779 | 97.27  |      |     |
| 无效及空白票数     | 无效及空白票数                  | 59,632    | 2.73   |      |     |
| 总票数             | 总票数                          | 2,180,411 | 100.00 |      |     |
| 已登记选民／投票率 | 已登记选民／投票率              | 3,523,270 | 61.89  |      |     |
| 少數民族席位       |                                 |           |        |      |     |
|                    | 塞族独立民主党                  | 32,846    | 59.18  | 3    | 0   |
|                    | 波斯尼亞人在一起！              | 3,357     | 6.05   | 1    | New |
|                    | 克羅埃西亞羅姆人聯盟            | 3,017     | 5.44   | 1    | 0   |
|                    | 克羅埃西亞匈牙利人民主聯盟      | 2,804     | 5.05   | 1    | 0   |
|                    | 其他                            | 13,481    | 24.29  | 2    | 0   |
| 总共               | 总共                            | 55,505    | 100.00 | 8    | 0   |
|                    |                                 |           |        |      |     |
| 有效票数           | 有效票数                        | 33,914    | 97.56  |      |     |
| 无效及空白票数     | 无效及空白票数                  | 849       | 2.44   |      |     |
| 总票数             | 总票数                          | 34,763    | 100.00 |      |     |
| 已登记选民／投票率 | 已登记选民／投票率              | 34,819    | 99.84  |      |     |
| 资料来源：Results  |                                 |           |        |      |     |

## 后续
安德烈·普蘭科維奇代表克羅埃西亞民主聯盟宣布勝利，並表示將於2024年4月18日開始籌組新的議會多數派，成立組成民主聯盟第三屆政府。他也向其他競選政黨表示祝賀。克羅埃西亞社會民主黨黨魁佩達·葛賓表示，他們原本希望有更好的結果，但也透露將在4月18日開始就籌組新政府進行談判。在談判過程中，祖國聯盟被認為是選舉的造王者。
4月19日，克羅埃西亞憲法法院援引總統佐蘭·米蘭諾維奇在競選期間的言論和行為，裁定社民黨若能組成政府，總統佐蘭·米蘭諾維奇沒有資格擔任總理。根據裁決，即使他先前辭去總統職務，也將被禁止取得籌組新政府的授權。憲法法院的三名大法官提出不同意見書，指出沒有具體的論點或規定來證明這項決定的合理性。他們引用了法院的「違憲威脅」”，並批評其可能損害人民的意願。米蘭諾維奇在一張憲法法院米羅斯拉夫·謝帕羅維奇與民主聯盟籍部長奧列格·布特科維奇、布蘭科·巴契奇一起閒逛、上面寫著「HDZ 的人」的照片前發表聲明，指控法院準備政變。
作為新政府的籌組方案之一，葛賓提出了反貪腐政府的想法。這意味著現在議會的所有反對黨占有多數。這樣的議會多數可以通過幾項重要的法律，包括選舉法，並廢除國家檢察總長伊凡·圖魯迪奇（Ivan Turudić）的任命。之後，如果各方無法就組成聯合政府達成一致，則可以舉行新的選舉。
4月21日，兩個投票站重新投票。第一個是在斯拉齊內茨，票匭裡發現了過量的選票。該違規影響了選出少數民族的第12選區候選人名單。第二個位於馬庫希察，發現83名塞爾維亞籍選民重複投票，分別投給了第5選區和第12選區塞爾維亞少數民族候選人。
4月27日，祖國聯盟與民主聯盟、社民黨分別進行談判，總理安德烈·普蘭科維奇宣布民主聯盟將在「未來幾天」的某個時間與祖國聯盟組成正式聯盟。
4月29日，國家選舉委員會公佈了最終結果，規定議會第一次會議的最後期限為5月19日，實際日期由總統米蘭諾維奇決定。
5月5日，民主聯盟與祖國聯盟達成協議，普蘭科維奇續任總理。祖國聯盟將接管人口、農業和能源三個部會。由於祖國聯盟的反對，塞爾維亞族將被排除在新內閣之外。5月10日，普蘭科維奇在總統府與米蘭諾維奇總統會面時提交了78名議員的簽名，隨後米拉諾維奇授權他籌組政府。簽署者包括民主聯盟選舉聯盟的61名議員、祖國聯盟的12名議員、少數族群的4名議員以及隨後被驅逐出克羅埃西亞主權主義者的維斯娜·武切米洛維奇（Vesna Vučemilović）。5月17日，議會以79票對61票通過。